# Sydney Football Stadium (2022)
Ne doit pas être confondu avec Sydney Football Stadium.
 (octobre 2022).
Le Sydney Football Stadium, (aussi dénommé Allianz stadium pour des raisons de naming), est un stade construit à Moore Park, dans la banlieue de Sydney (Australie) en 2020, pour remplacer l'ancien stade construit en 1988 et démoli en 2019.
Il est utilisé pour le rugby à XIII, le football et le rugby à XV.

## Histoire
L'ancien stade construit en 1988 devenant vétuste et ne proposant pas toutes les places couvertes, il a été décidé en 2018 de construire un nouveau stade au même endroit. En février 2019 commence la démolition de l'ancien stade.
En avril 2020, commencent les travaux du nouveau stade. Ils s'achèveront en 2022. Le premier match dans le nouveau stade est une rencontre de rugby à XIII entre l'équipe locale des Sydney Roosters contre les South Sydney Rabbitohs, le match a lieu le 2 septembre 2022 devant 41 906 spectateurs, avec une victoire 26 - 16 pour les locaux. Le jour suivant se déroule dans le stade un match de rugby à XV entre l'Australie et l'Afrique du Sud (8 - 24).
Le stade sera utilisé pour des matchs de Coupe du monde féminine de football 2023, la Coupe du monde de rugby à XV 2027 et les Jeux olympiques d'été de 2032.

## Utilisation
Il s'agit du stade résident de trois clubs sportifs :
- Sydney Roosters pour le rugby à XIII.
- Waratahs pour le rugby à XV.
- Sydney FC pour le football.

## Évènements
- Coupe du monde féminine de football 2023
- Coupe du monde de rugby à XV 2027
- Jeux olympiques d'été de 2032